# 岡山市消防局
岡山市消防局（おかやまししょうぼうきょく）は、岡山県岡山市の消防部局（消防本部）。岡山市以外に吉備中央町の消防事務を受託し、管轄している。

## 沿革
- 1948年6月 消防団常備部を廃止のうえ、岡山市消防本部及び岡山市消防署を設置し、1本部1署6派出所で発足する。
- 1949年1月 福浜派出所を開設する。
- 1955年
  - 3月 消防艇を配置する。
  - 9月 組織見直しに伴い、1本部2署（南消防署・北消防署）4出張所となる。
- 1957年11月 救急業務を開始する。
- 1958年11月 福浜出張所が移転し、福島出張所と改称する。
- 1964年
  - 7月 北消防署が新築のうえ移転する。
  - 7月 西大寺市消防本部及び西大寺市消防署を設置する。
- 1969年2月 西大寺市の編入合併に伴い、西大寺市消防本部を岡山市消防本部に統合し、西大寺市消防署は西大寺消防署となり、1本部3署4出張所となる。
- 1970年7月 岡山市消防局に改称する。
- 1971年 9町村の編入合併に伴い、津高出張所、庭瀬出張所を開設する。
- 1972年 前年の9町村の編入合併に伴い、妹尾出張所、吉備津出張所、鉄出張所を開設する。
- 1972年11月 南消防署が新築のうえ移転する。
- 1976年12月 岡山市消防音楽隊が発足する。
- 1979年4月 竜操出張所を開設する。
- 1980年4月 福島出張所が移転し、岡南出張所に改称する。
- 1986年4月 岡南出張所が分署に昇格する。
- 1989年4月 可知出張所を開設する。
- 1991年
  - 4月 御津出張所を開設する。
  - 11月 岡南分署が南消防署へ昇格し、南消防署を中消防署に改称し、4署体制となる。
- 1992年3月 初の高規格救急車を導入する。
- 1997年4月 消防ヘリコプターを導入し、航空隊が発足する。
- 1999年9月 台湾・921大地震に国際消防救助隊を派遣。
- 2001年6月 岡山市消防教育訓練センターが開所する。
- 2003年10月 御津郡加茂川町と常備消防事務受託について調印する。
- 2004年
  - 3月 上房郡賀陽町と常備消防事務受託について調印する。
  - 10月 加茂川町と賀陽町が新設合併し加賀郡吉備中央町となる。吉備中央町内に吉備中央出張所を開設する。
- 2005年
  - 2月 吉備中央出張所足守救急ステーションを開設する。
  - 3月 灘崎出張所を開設する。
- 2006年10月 建部出張所を開設する。
- 2009年4月 政令指定都市移行に伴い、西消防署を北区野殿西町に新設し、中消防署を北消防署と改称・北消防署を中消防署と改称・西大寺消防署を東消防署と改称した。
- 2010年4月 西消防署の高度救助隊を、政令指定都市に設置が義務付けられている特別高度救助隊（愛称・ハイパーレスキューおかやま）に格上げし発足する。
- 2011年
  - 3月 北区番町にあった中消防署が、中区今在家の国土交通省が所有する河川防災ステーション敷地内に新築移転。この移転に伴い市内4行政区全てに消防本署が設置。
  - 3月12日 東北地方太平洋沖地震に伴う東日本大震災に対して消防庁の派遣要請を受けて、緊急消防援助隊を派遣。
- 2012年
  - 3月5日 消防指令センターを北区鹿田町の岡山市保健福祉会館から西消防署へ移転。
  - 3月30日 北消防署今出張所を開設する。
- 2014年
  - 4月 北消防署番町分署を開設する。それに伴い御野出張所は廃止。
  - 8月 平成26年8月豪雨による広島市の土砂災害に対して消防庁の派遣要請を受けて、広島県広島市に緊急消防援助隊を派遣。

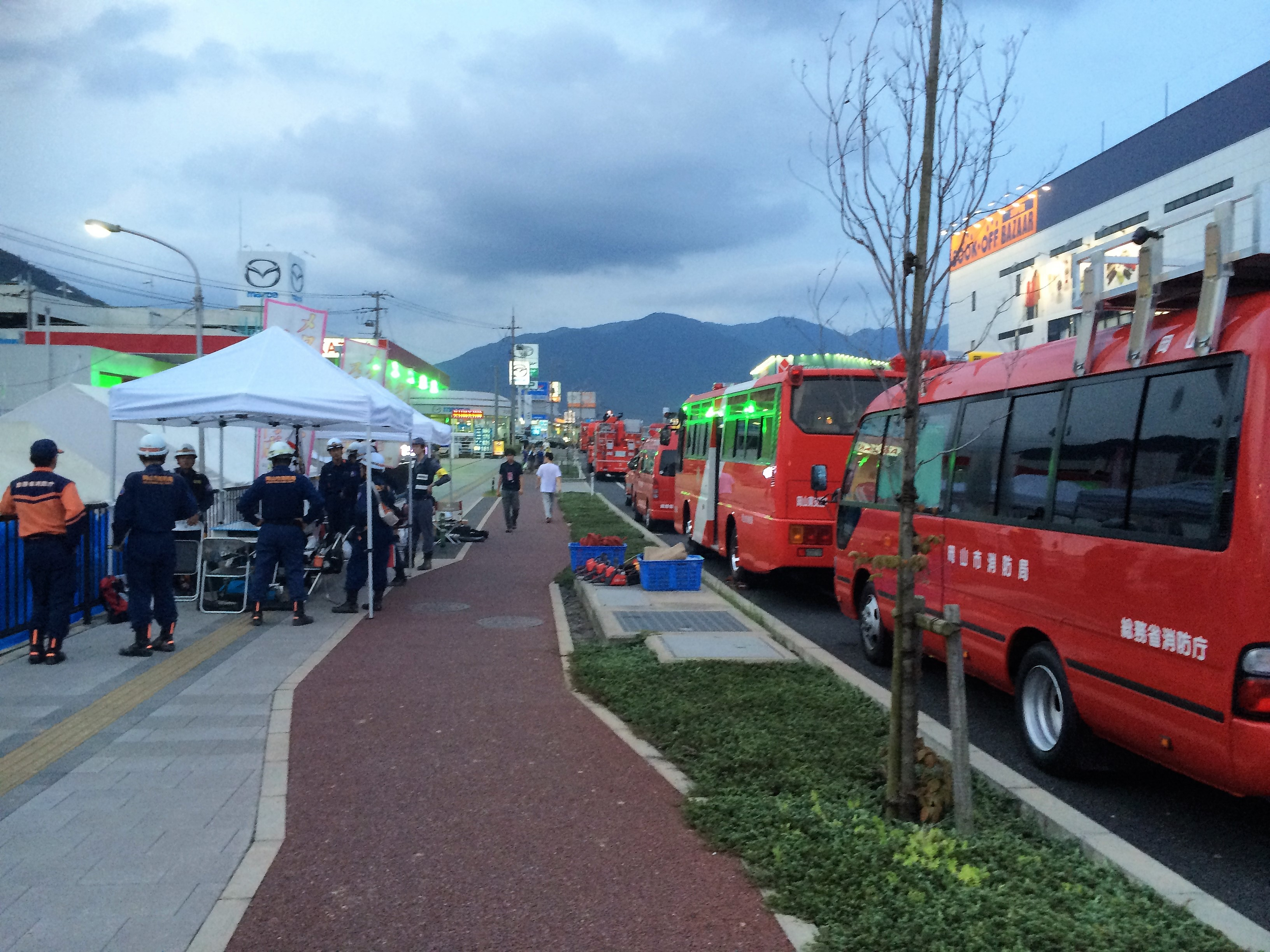
広島市の土砂災害で活動する緊急消防援助隊岡山県隊

- - 11月 東消防署が、東区西大寺南のカネボウ綿糸西大寺工場跡地に東区役所と一体で新築移転する。
- 2016年4月 熊本地震に緊急消防援助隊を派遣する。
  - 北消防署を北区東古松一丁目から北区鹿田町二丁目へ新築移転し、西消防署の特別高度救助隊(ハイパーレスキューおかやま)も北消防署へ配置転換した。
- 2017年4月 吉備津出張所を北区吉備津から北区高松原古才の旧高松支所→旧高松ふれあいプラザ跡地に北区役所高松地域センターと一体で新築移転し、高松出張所と改称した。
- 2020年
  - 3月 番町分署に高度な消火技術や高機能な装備を持った専門的な精鋭部隊となる特別消火隊が発足する。
  - 8月 旭東出張所を中区赤坂本町から中区倉田へ新設移転し、倉田出張所へ改称。
- 2022年4月 南消防署が、南区南輝二丁目から南区浦安南町の南区役所南隣へ新築移転する。

【参考文献：消防年報2006（岡山市消防局）】

## 組織
- 本部
  - 消防企画総務課
  - 予防課
  - 警防課
  - 救急課
  - 航空隊
  - 情報指令課（西消防署4Fに入居）
- 消防署

## 主力機械
2024年2月1日現在
- 指揮隊車：1
- 指揮車：12
- 普通消防ポンプ車：19（非常用5台）
- 水槽付ポンプ車：6
- 大型水槽車：2
- はしご車：4
- 化学車：2（小型1台）
- 救助工作車：5
- 水難救助車：1
- 水難・空気充填コンテナ車：1
- 震災工作車：1
- 特別高度工作車：1

- 大型除染システム搭載車：1
- 電源照明車：1
- 支援車：1
- 燃料補給車：1
- 無線中継車：1
- 重機搬送車：1
- 特殊災害対策車：1
- 津波・大規模風水害対策車：1
- 資材運搬車：5
- 高規格救急車:20（非常用6台）
- 人員輸送車：6
- 起震車：1
- 司令車：1
- 予防指導車：1
- 予防広報車：4
- 拠点機能形成車：1
- 水陸両用バギー：1
- 消防ヘリコプター：1

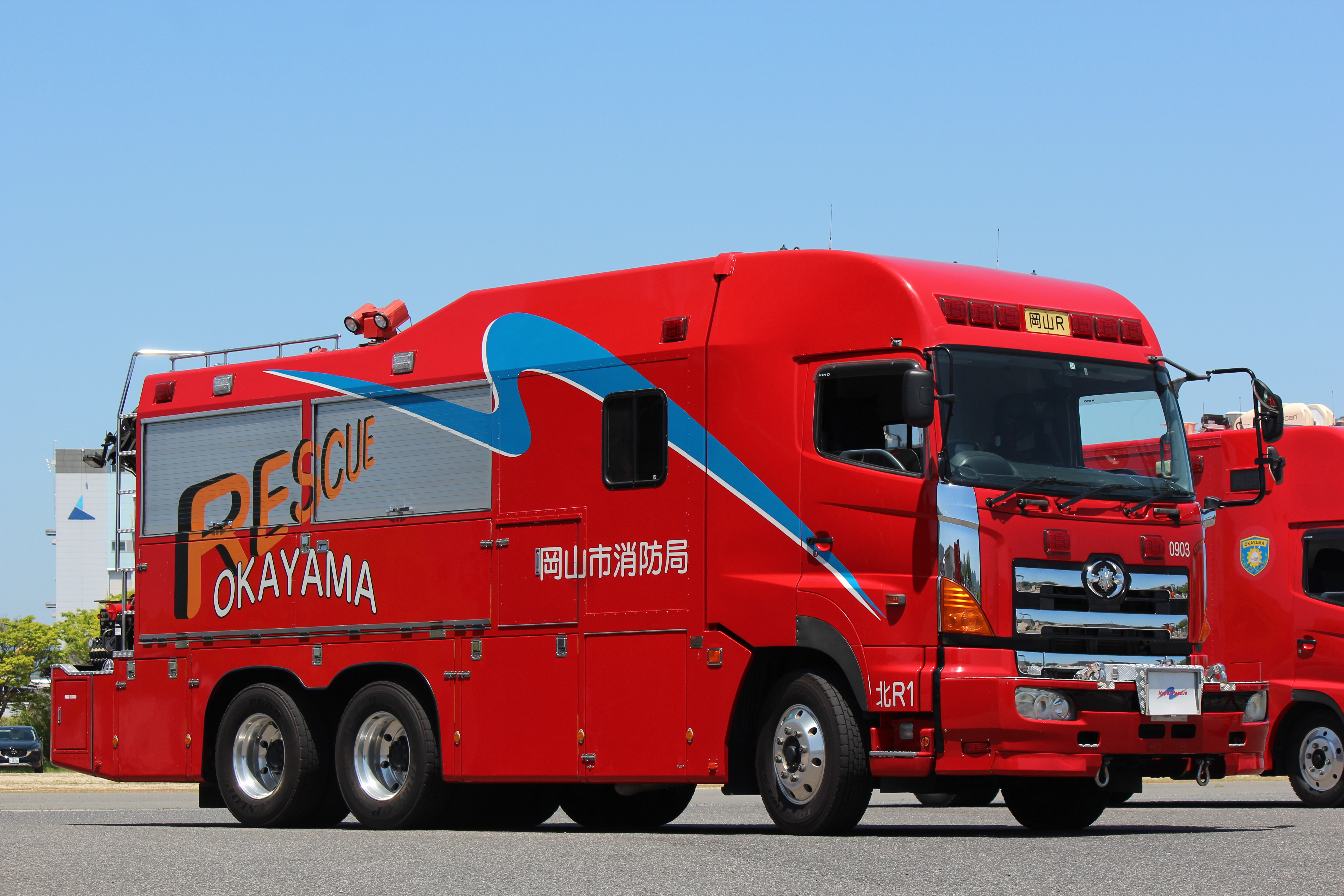
岡山北消防署に配備されていた北救助1(2024年引退)

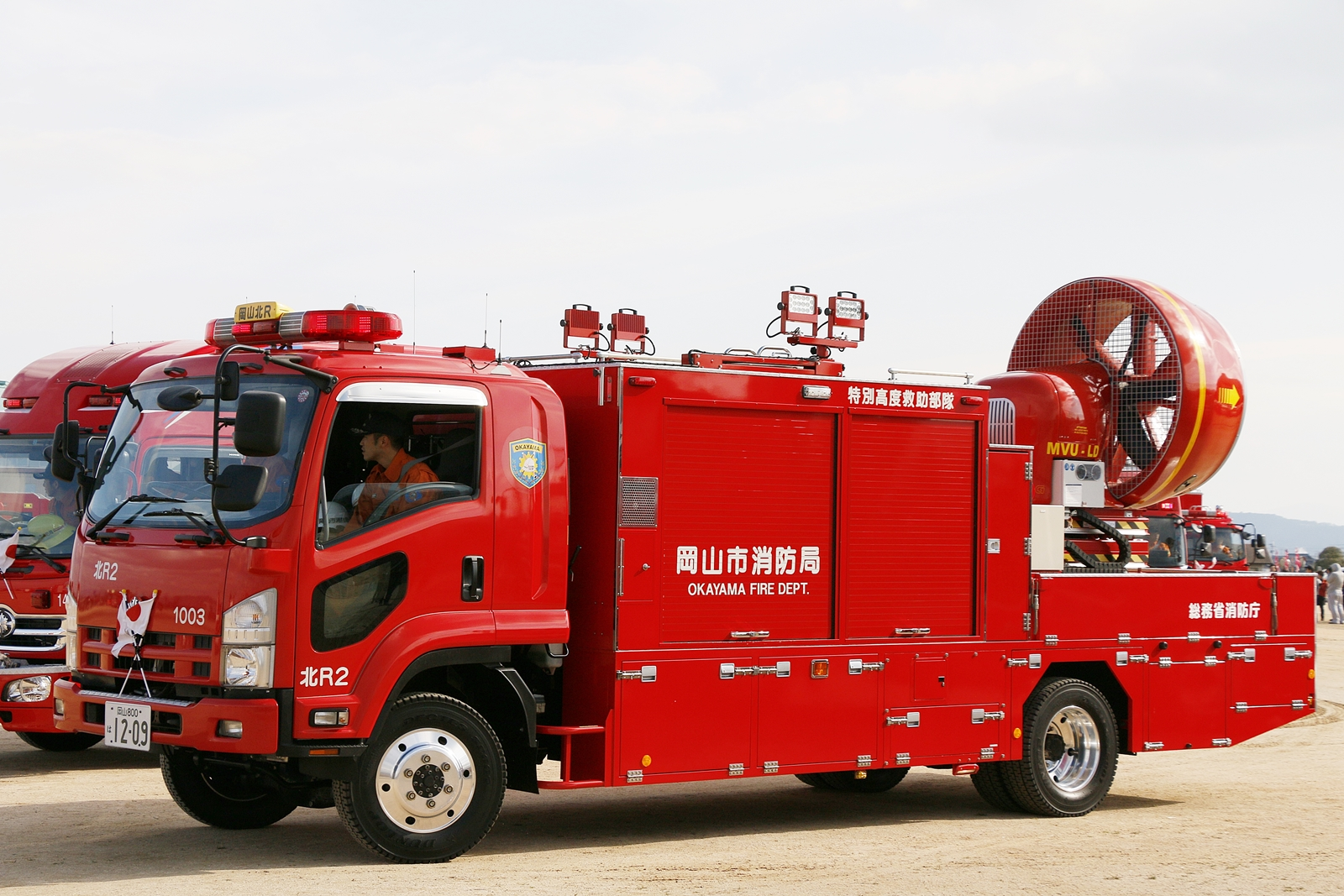

  - BK117C-1「ももたろう」(JA33BK) - 岡南飛行場に配備
- 総数：114台

## 消防署
| 消防署   | 管轄区域                           | 所在地                                | 分署                    | 出張所 |
| -------- | ---------------------------------- | ------------------------------------- | ----------------------- | --- |
| 北消防署 | 岡山市北区の北部・中心部           | 北区鹿田町二丁目4-1 (2016年新築移転） | - 番町 ： 北区番町2-1-1 | - 津高 ： 北区富原3651-3 - 御津 ： 北区御津宇垣140-2 - 建部 ： 北区建部町福渡839-2 - 今 ： 北区下中野1223-6                        |
| 西消防署 | 岡山市北区の西部、加賀郡吉備中央町 | 北区野殿西町427-1 （2009年新設）      | なし                    | - 高松 ： 北区高松原古才247 （2017年新築移転） - 吉備中央 ： 加賀郡吉備中央町竹部2164-61 - 足守救急ステーション ： 北区東山内101-1 |
| 中消防署 | 岡山市中区                         | 中区今在家地先 （2011年新築移転）     | なし                    | - 倉田 ： 中区倉田518 （2020年新築移転） - 竜操 ： 中区兼基104-1                                                                   |
| 東消防署 | 岡山市東区                         | 東区西大寺南1-2-4 （2014年新築移転）  | なし                    | - 上道 ： 東区沼1313-1 - 可知 ： 東区松新町190-11 - 瀬戸 ： 東区瀬戸町万富215-1                                                    |
| 南消防署 | 岡山市南区                         | 南区浦安南町495-88 （2022年新築移転） | なし                    | - 妹尾 ： 南区箕島1024-7 - 灘崎 ： 南区宗津10-1                                                                                    |